# Intergovernmental Platform on Biodiversity and Ecosystem Services
Die Intergovernmental Science-Policy Platform on Biodiversity and Ecosystem Services (IPBES), deutsch Zwischenstaatliche Plattform für Biodiversität und Ökosystem-Dienstleistungen (auch Weltbiodiversitätsrat oder Weltrat für Biologische Vielfalt genannt), ist ein unabhängiges zwischenstaatliches Gremium mit 149 Mitgliedsstaaten zur wissenschaftlichen Politikberatung zur Erhaltung und nachhaltigen Nutzung von biologischer Vielfalt und Ökosystemdienstleistungen. IPBES soll politischen Entscheidungsträgern zuverlässige, unabhängige, glaubwürdige und legitimierte Informationen als Entscheidungshilfe zur Verfügung stellen.
Nach einem langjährigen Planungsprozess wurde im Dezember 2010 auf der UN-Generalversammlung grünes Licht für seine Einrichtung gegeben und die Organisation offiziell am 21. April 2012 mit Sitz des Sekretariats in Bonn (Deutschland) gegründet.

## Aufgaben
Zweck der Organisation ist es, auf Anfrage von Regierungen, multilateralen Umweltabkommen, UN-Institutionen und anderen relevanten Entscheidungsträgern im Bereich der Biodiversität und Ökosystemfunktionen wissenschaftliche Informationen zu liefern. Damit hat IPBES folgende Hauptaufgaben:
- wissenschaftliche Informationen für politische Entscheidungsträger zu identifizieren und zu priorisieren sowie die Gewinnung relevanten Wissens zu unterstützen;
- regelmäßig die Kenntnisse über Biodiversität und Ökosystemfunktionen sowie über deren Wechselbeziehungen zu begutachten;
- politisch relevante Instrumente und Methoden aufzuzeigen, um die Formulierung und Umsetzung politischer Maßnahmen zu unterstützen;
- den Bedarf an Kapazitäten und Aktivitäten zu priorisieren, die zu einer besseren Vernetzung von Wissenschaft und Politik beitragen.

## Entwicklung

### Hintergrund und Millennium Ecosystem Assessment
Viele Organisationen beschäftigen sich an der Schnittstelle zwischen Wissenschaft und Politik (science policy interface) mit biologischer Vielfalt und Ökosystemdienstleistungen. Die Idee, eine internationale Schnittstelle zwischen der weltweiten Biodiversitätsforschung und der für die Umsetzung ihrer Erkenntnisse zuständigen Politik zu schaffen, ist nicht neu: Schon das Millennium Ecosystem Assessment (MA) hatte auf die Notwendigkeit hingewiesen, Politik und Wissenschaft besser zu verzahnen. Hunderte Wissenschaftler hatten darin systematisch dargelegt, wie stark Menschen von den Dienstleistungen ökologischer Systeme abhängen und wie sich die Verfügbarkeit dieser Ökosystemdienstleistungen in den letzten Jahrzehnten verschlechtert hat. Im Gegensatz zu den Berichten des Intergovernmental Panel on Climate Change (IPCC) findet diese Erkenntnis jedoch nach Meinung vieler Fachleute kaum Eingang in politische und wirtschaftliche Entscheidungen. Auf der Bühne internationaler Politik gab es keine ständige weltweite Institution, die sowohl von den Wissenschaftlern als auch von den Politikern anerkannt war. Aufgabe einer solchen Institution wäre es, Informationen zu liefern, die für Entscheidungen im Rahmen der weltweiten Übereinkommen zu Umwelt und Entwicklung relevant sind.

### IMoSeB als Vorläufer
Unmittelbarer Vorläufer von IPBES war der IMoSEB-Process. IMoSEB steht für „International Mechanism of Scientific Expertise on Biodiversity“. Das letzte Treffen der internationalen Steuerungsgruppe für die Stakeholder-Treffen des Konsultationsprozesses zur Einrichtung von IMoSEB fand im November 2007 statt. Der Konsultationsprozess bat den Generaldirektor des Umweltprogramms der Vereinten Nationen (UNEP), zusammen mit Regierungen und anderen Partnern zu einem zwischenstaatlichen Mehr-Stakeholder-Prozess einzuladen, der über die Einrichtung einer internationalen Institution für Biodiversität und Ökosystemdienstleistungen beraten solle. Von Seiten der Nachfolgeinitiative des Millennium Ecosystem Assessment wurde zugestimmt, einen gemeinsamen Nachfolgeprozess zu initiieren. Diese Entscheidung führte dann mittelbar zur Einrichtung von IPBES.

### Weg zumBusan Outcome
Bis 2010 wurden von UNEP zu drei „Ad Hoc Intergovernmental and Multi-Stakeholder meetings on an Intergovernmental Science-Policy Platform on Biodiversity and Ecosystem Services“ eingeladen. Das erste Treffen fand vom 10. bis zum 12. November 2008 in Putrajaya, Malaysia, statt. Auf dem Treffen wurden vier mögliche IPBES-Arbeitsbereiche festgelegt:
- Frühwarnung (early warning and horizon scanning)
- mehrskalige Studien und Auswertungen (multi-scale assessments)
- Bereitstellung von Information für den politischen Prozess (policy information)
- Ausbildung und Kapazitätsaufbau (capacity building)

Vor dem nächsten Ad-hoc-Treffen sollte die Meinung des Governing Council/Global Ministerial Environment Forum der UNEP eingeholt werden. Auf der 25. Sitzung des Governing Councils wurde der Gesamtprozess ebenso wie die Grundzüge des Arbeitsprogramms begrüßt. Mit der Entscheidung 25/10 wurde der UNEP aufgetragen, über die weitere Entwicklung u. a. der 65. Generalversammlung der Vereinten Nationen zu berichten. Zur Vorbereitung des Berichts wurde zum 2. Ad-hoc-Treffen eingeladen. Dieses Treffen fand vom 5. bis 9. Oktober 2009 unter Beteiligung von 96 Staaten im UNEP-Hauptsitz in Nairobi statt. Die ausführlichen Diskussionen behandelten die mögliche Rolle und Organisationsstruktur von IPBES. Der breit unterstützte Ergebnisbericht forderte eine weitere Konsultation mit dem Governing Council/Global Ministerial Environment Forum und ein drittes und abschließendes Ad-hoc-Treffen. Die G8-Staatenkonferenz 2009 sprach sich am Vorabend des Internationalen Jahres der biologischen Vielfalt für die Einrichtung von IPBES aus.
Das dritte und letzte Ad-hoc-Treffen wurde von einer informellen Beratungsgruppe vorbereitet und fand vom 7. bis zum 11. Juni 2010 im südkoreanischen Busan statt. Als Ergebnis wurde das sogenannte Busan Outcome beschlossen, das den Grundsatzbeschluss beinhaltete, IPBES einzurichten. Im Busan Outcome wurden zudem Schwerpunkte des IPBES-Arbeitsprogramms festgelegt und eine Reihe von Verfahrensregeln beschlossen.

### Vorbereitungen auf die erste IPBES-Plenarsitzung
Das "Busan Outcome"-Dokument wurde von der 10. Conference of the Parties to the Convention on Biological Diversity in Nagoya im Oktober 2010 begrüßt. Die 65. Vollversammlung der Vereinten Nationen verabschiedete daraufhin eine Resolution, die die UNEP beauftragte, schnellstmöglich eine erste IPBES-Plenarsitzung einzuberufen. Die UNEP arbeitet seit Februar 2011 in Zusammenarbeit mit UNESCO, FAO, UNDP und anderen an dieser Aufgabe. Nach Angaben des UN-Rechtsbüros etablierte die Generalversammlung IPBES durch die Kenntnisnahme des Busan-Ergebnis nicht als Organ der Vereinten Nationen, doch übernimmt UNEP die Sekretariatsaufgaben. Die Mitarbeiter des IPBES-Sekretariats sind bei UNEP angestellt.

### Gründung eines ständigen Sekretariates
In Panama tagte im April 2012 die UN-Staatengemeinschaft, um IPBES ins Leben zu rufen. Erst im vierten Wahldurchgang um den künftigen Sitz des Sekretariats setzte sich Deutschland mit 47 zu 43 Stimmen gegen Korea durch. Zuvor hatten die Vertreter der UN-Mitgliedsstaaten sich gegen die Mitbewerber Indien, Frankreich und Kenia entschieden. Der Sitz des Sekretariats der IPBES ist in Bonn. Dort findet die Koordination der künftigen internationalen Austauschprozesse zwischen Wissenschaft und Politik im Rahmen von IPBES statt.

## Vollversammlungen

### Januar 2013, Bonn
Die erste Vollversammlung (IPBES-1) fand vom 21. bis 26. Januar 2013 in Bonn statt. Gastgeber war die deutsche Bundesregierung.
Neben den IPBES-Mitglieds-Staaten nahmen als Beobachter weitere Nationen und zahlreiche Organisationen teil, mit denen der Weltrat für Biologische Vielfalt zusammenarbeitet: Unter anderem Delegierte der Convention on Biological Diversity (CBD), von Convention on Migratory Species (CMS), Convention on International Trade in Endangered Species of Wild Fauna and Flora (CITES), Ramsar Convention, United Nations Convention to Combat Desertification (UNCCD), UNEP EUROBATS, UNFCCC, Food and Agriculture Organization (FAO), United Nations Development Programme (UNDP), United Nations Educational, Scientific and Cultural Organization (UNESCO), United Nations Environment Programme – World Conservation Monitoring Centre (UNEP-WCMC), United Nations University, United Nations World Tourism Organisation (UNWTO), ASEAN Centre for Biodiversity European Union, Global Biodiversity Information Facility (GBIF), Group on Earth Observations, Global Environment Facility, International Centre for Integrated Mountain Development (ICIMOD), Intergovernmental Panel on Climate Change (IPCC), International Union for Conservation of Nature (IUCN), International Union of Forest Research Organizations (IUFRO),
African Biodiversity Network, American Museum of Natural History, BirdLife International, Centers for Disease Control and Prevention (CDC), Conservation International, Deutsche Gesellschaft für Internationale Zusammenarbeit (GIZ), European Centre for Nature Conservation (ECNC), Helmholtz Centre for Environmental Research-UFZ, International Council for Science (ICSU), International Biogeography Society, International Chamber of Commerce (ICC), League of Arab States, Max-Planck-Institut für Ornithologie, NAJU – Naturschutzjugend (German Youth Association for the Protection of Nature), Princeton University, Senckenberg Gesellschaft für Naturforschung, Society for Conservation Biology, The Nature Conservancy (TNC), Trade Records Analysis of Flora and Fauna in Commerce (TRAFFIC), Universität Bonn, University of East Anglia, Universität Marburg, Wildlife Conservation Society, World Business Council for Sustainable Development (WBCSD), World Wildlife Fund (WWF).

### Dezember 2013, Antalya
Die zweite Vollversammlung (IPBES-2) fand vom 9. bis 14. Dezember 2013 in Antalya (Türkei) statt.

### Januar 2015, Bonn
Die amtierende deutsche Bundesumweltministerin Barbara Hendricks eröffnete die dritte Plenarsitzung des Weltbiodiversitätsrats in Bonn vom 12. bis 17. Januar 2015.

### Februar 2016, Kuala Lumpur
Die vierte Vollversammlung (IPBES-4) fand vom 22. bis 28. Februar 2016 in Kuala Lumpur (Malaysia) statt.

### März 2017, Bonn
Die fünfte Vollversammlung (IPBES-5) fand vom 6. bis 11. März 2017 in Bonn statt.

### März 2018, Medellin
Die sechste Vollversammlung (IPBES-6) fand vom 17. bis 24. März 2018 in Medellin (Kolumbien) statt. An der von Kolumbiens Staatschef Juan Manuel Santos eröffneten Plenarsitzung nahmen über 800 Wissenschaftler und Regierungsvertreter aus 128 Ländern teil. Die Artenzahl der Flora und Fauna Kolumbiens ist die zweitgrößte der Welt.
Im Jahr 2018 wurden vom IPBES vier regionale und sub-regionale Berichte zur Biodiversität in Afrika, Amerika, Asien und Pazifik sowie Europa und Zentralasien veröffentlicht.

### April/Mai 2019, Paris
Die siebte Vollversammlung (IPBES-7) – im deutschsprachigen Raum wird die Konferenz auch Weltkonferenz zur Artenvielfalt genannt – fand vom 29. April bis 4. Mai 2019 am Sitz der UNESCO in Paris (Frankreich) statt.
Erstmals seit 2005 wurde wieder ein Global Assessment Report veröffentlicht. Er basiert auf 15.000 Quellen und wurde über Zeitraum von drei Jahren von 145 Fachautoren als lead authors aus 50 Ländern erstellt, untermauert von Beiträgen von etwa 330 weiteren Autoren (contributing authors). Auf dieser Basis warnte IPBES-Präsident Robert Watson am 6. Mai 2019 die Öffentlichkeit vor einem gegenwärtigen Massenaussterben mit historischem Verlust von Arten. Bei der Erarbeitung des Berichts wurden indigene Menschen mit einbezogen, auch bei Entscheidungsprozessen sollten diese voll beteiligt werden. IPBES-Exekutivsekretärin Anne Larigauderie betonte die Chance, dass jeder beitragen könne, den Verlust der Artenvielfalt aufzuhalten.
Im Bericht wurde festgestellt, dass sich „materielle Ökosystemleistungen“ (etwa Energie, Nahrungs- und Futtermittel), „kulturelle Ökosystemleistungen“ (etwa Bildung, Inspiration) und „regulierende  Ökosystemleistungen“ (etwa Klimaregulation, Wasserqualität) teils verbesserten, teils verschlechterten. Der Rückgang einiger Ökosystemleistungen bedrohe die Lebensqualität der Menschen, wodurch sich u. a. Ungleichheiten beim Zugang zur Gesundheitsversorgung und zu gesunder Ernährung verschärfen können. Die meisten Ökosystemleistungen seien nicht vollständig ersetzbar oder sogar unersetzbar; ihr Verlust sei mit hohem Folgekosten verbunden. Des Weiteren zeigte der Bericht Folgen menschlichen Handelns auf der Land-, Süßwasser- und Meeresökosysteme auf. Bei der Festlegung künftiger Ziele zum Schutz der Natur und zur Erzielung von Nachhaltigkeit seien Klimawandel, Anpassungsmaßnahmen und die möglichen Folgen für die Biodiversität zu berücksichtigen. Um Ziele für nachhaltige Entwicklung (SDGs) und die 2050-Vision für Biodiversität erreichen zu können, seien grundlegende Transformationen notwendig – etwa in Bezug auf Raumplanung, integriertes Gewässer- und Küstenmanagement, Meeresraumplanung, bioregionale Energieplanung und neue städtebauliche Modelle. Die Autoren schlagen ein breit gefächertes Instrumentarium von Maßnahmen vor, einschließlich nachhaltiger landwirtschaftlicher Methoden, Anreize zur Reduzierung von Verbrauch und Abfall, effektive Fangquoten und eine kollaborative Wasserwirtschaft. Für eine nachhaltigen Entwicklung sei ein globales Finanz- und Wirtschaftssystem notwendig, das vom „begrenzten Paradigma“ des Wirtschaftswachstums wegführt.

### Juni 2021, online
Die achte Vollversammlung (IPBES-8) fand aufgrund der Corona-Pandemie ausschließlich online statt. Dem internationalen Treffen mit zwischenstaatlichen Beratungen vom 14. bis 24. Juni 2021 war das Nationale IPBES-Forum im Januar 2021 vorausgegangen.